# Synaphridae
Synaphridae zijn een familie van spinnen. De familie telt 3 beschreven geslachten en 12 soorten.

## Geslachten
- Africepheia Miller, 2007
- Cepheia Simon, 1894
- Synaphris Simon, 1894

## Taxonomie
Voor een overzicht van de geslachten en soorten behorende tot de familie zie de lijst van Synaphridae.